# Roinville (Essonne)
Pour les articles homonymes, voir Roinville.
Roinville-sous-Dourdan redirige ici.
Roinville (prononcé [ʁwɛ̃vil] ), parfois appelée Roinville-sous-Dourdan, est une commune française située à quarante-trois kilomètres au sud-ouest de Paris dans le département de l'Essonne en région Île-de-France.
Ses habitants sont appelés les Roinvillois.

## Géographie

### Situation

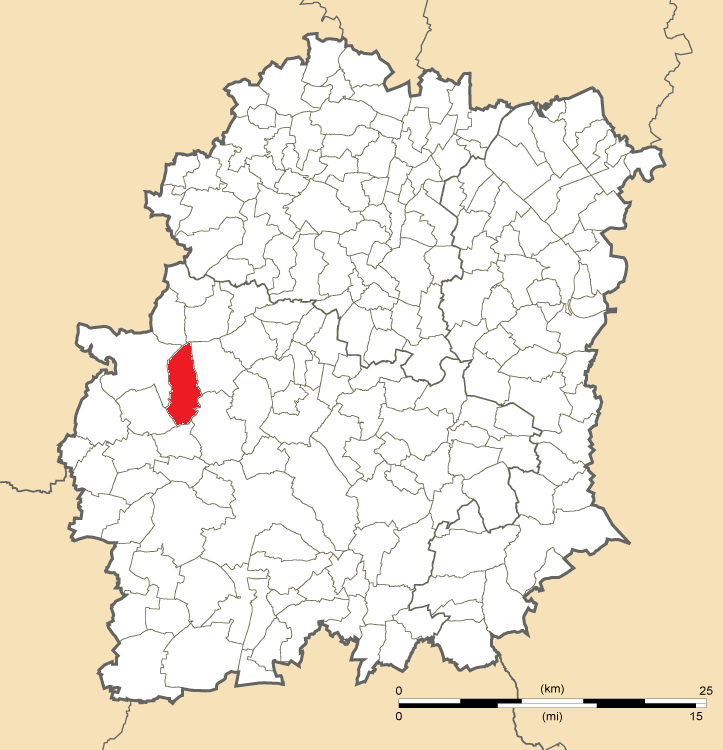
Position de Roinville en Essonne.

Roinville est située à quarante-trois kilomètres au sud-ouest de Paris-Notre-Dame, point zéro des routes de France, trente-et-un kilomètres au sud-ouest d'Évry, quatorze kilomètres au nord-ouest d'Étampes, trois kilomètres à l'est de Dourdan, seize kilomètres au sud-ouest d'Arpajon, vingt-et-un kilomètres au sud-ouest de Montlhéry, vingt-trois kilomètres au nord-ouest de La Ferté-Alais, vingt-cinq kilomètres au sud-ouest de Palaiseau, trente-trois kilomètres au sud-ouest de Corbeil-Essonnes, trente-quatre kilomètres au nord-ouest de Milly-la-Forêt.
Elle est aussi située à vingt-quatre kilomètres au nord-est de son homonyme Roinville en Eure-et-Loir.
Le sentier de grande randonnée GR 1 traverse le territoire de la commune.

### Hydrographie

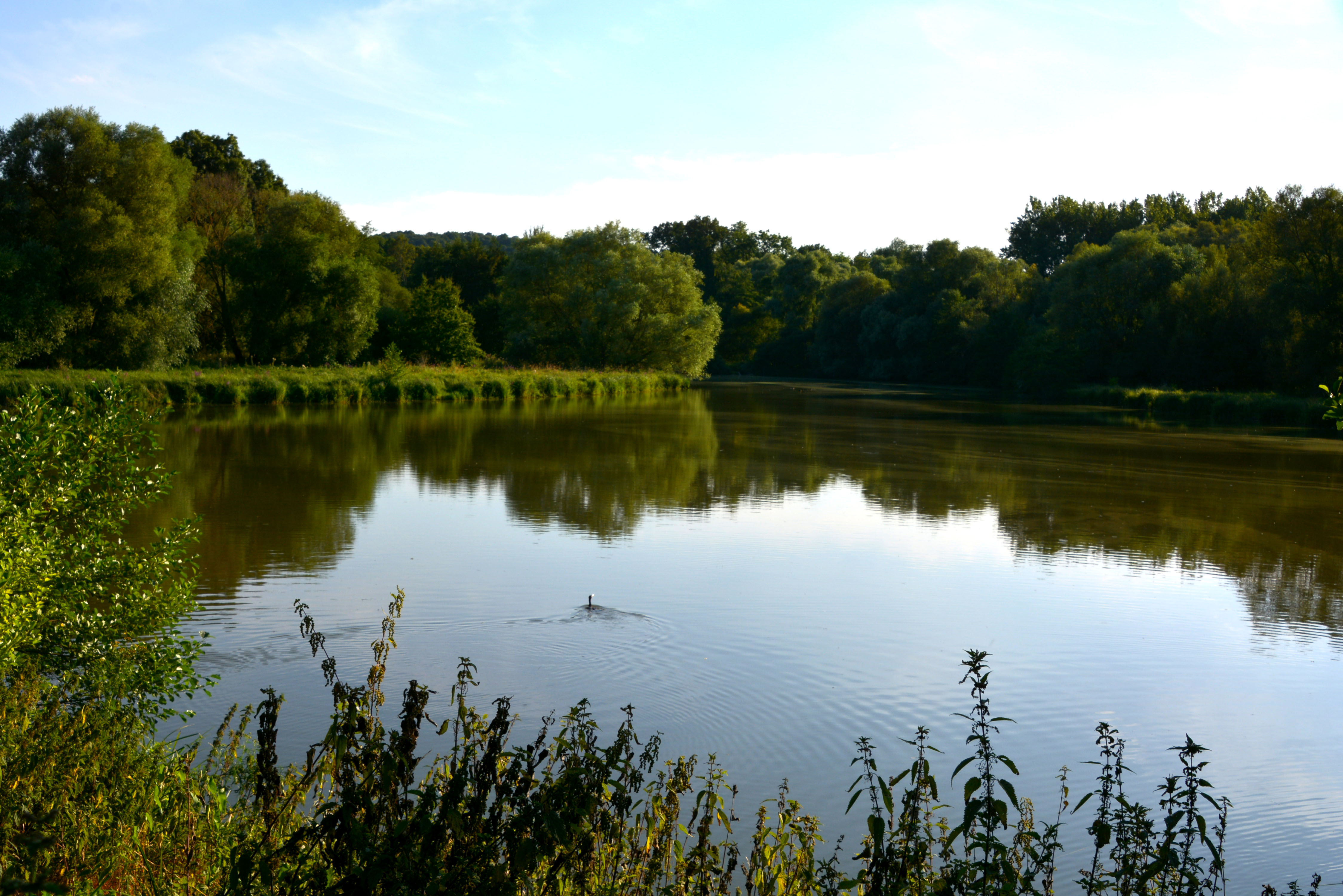
Étang de régulation de l'Orge.

La commune est traversée par la rivière l'Orge, affluent de la Seine.

### Climat
Pour des articles plus généraux, voir Climat de l'Île-de-France et Climat de l'Essonne.
En 2010, le climat de la commune est de type climat océanique dégradé des plaines du Centre et du Nord, selon une étude du CNRS s'appuyant sur une série de données couvrant la période 1971-2000. En 2020, Météo-France publie une typologie des climats de la France métropolitaine dans laquelle la commune est exposée à un climat océanique altéré et est dans la région climatique Sud-ouest du bassin Parisien, caractérisée par une faible pluviométrie, notamment au printemps (120 à 150 mm) et un hiver froid (3,5 °C). 
Pour la période 1971-2000, la température annuelle moyenne est de 11,1 °C, avec une amplitude thermique annuelle de 15,2 °C. Le cumul annuel moyen de précipitations est de 649 mm, avec 10,8 jours de précipitations en janvier et 7,9 jours en juillet. Pour la période 1991-2020, la température moyenne annuelle observée sur la station météorologique la plus proche, située sur la commune de Dourdan à 2 km à vol d'oiseau, est de 11,4 °C et le cumul annuel moyen de précipitations est de 654,2 mm,. Pour l'avenir, les paramètres climatiques de la commune estimés pour 2050 selon différents scénarios d'émission de gaz à effet de serre sont consultables sur un site dédié publié par Météo-France en novembre 2022.
| Mois                                  | jan.           | fév.           | mars           | avril         | mai           | juin           | jui.          | août          | sep.          | oct.          | nov.            | déc.             | année      |
| ------------------------------------- | -------------- | -------------- | -------------- | ------------- | ------------- | -------------- | ------------- | ------------- | ------------- | ------------- | --------------- | ---------------- | ---------- |
| Température minimale moyenne (°C)     | 1,5            | 1,2            | 3,1            | 4,9           | 8,3           | 11,4           | 13,3          | 13,1          | 10,1          | 7,7           | 4,4             | 2                | 6,8        |
| Température moyenne (°C)              | 4,2            | 4,7            | 7,8            | 10,5          | 13,9          | 17,2           | 19,5          | 19,3          | 15,9          | 12            | 7,6             | 4,7              | 11,4       |
| Température maximale moyenne (°C)     | 6,9            | 8,2            | 12,4           | 16            | 19,4          | 23             | 25,7          | 25,6          | 21,5          | 16,4          | 10,8            | 7,4              | 16,1       |
| Record de froid (°C) date du record   | −16,2 08.01.10 | −15,7 07.02.12 | −10,5 01.03.05 | −4,6 06.04.21 | −1,1 06.05.19 | 1,5 05.06.1991 | 5 04.07.1990  | 4,3 21.08.14  | 0,9 30.09.12  | −4 30.10.1997 | −9,2 23.11.1993 | −10,6 29.12.1996 | −16,2 2010 |
| Record de chaleur (°C) date du record | 16,1 27.01.03  | 19,8 27.02.19  | 24,6 31.03.21  | 28,4 25.04.07 | 30,7 28.05.17 | 37,6 18.06.22  | 41,6 25.07.19 | 41,4 06.08.03 | 34,5 09.09.23 | 29,8 02.10.23 | 21,5 07.11.15   | 16,7 07.12.00    | 41,6 2019  |
| Précipitations (mm)                   | 52,3           | 47,5           | 50             | 43,9          | 68,5          | 53,8           | 52            | 57,4          | 47,5          | 54,9          | 60,6            | 65,8             | 654,2      |

## Urbanisme

### Typologie
Au 1er janvier 2024, Roinville est catégorisée commune rurale à habitat dispersé, selon la nouvelle grille communale de densité à sept niveaux définie par l'Insee en 2022.
Elle appartient à l'unité urbaine de Dourdan, une agglomération intra-départementale regroupant deux  communes, dont elle est une commune de la banlieue,,. Par ailleurs la commune fait partie de l'aire d'attraction de Paris, dont elle est une commune de la couronne,. Cette aire regroupe 1 929 communes,.

## Toponymie

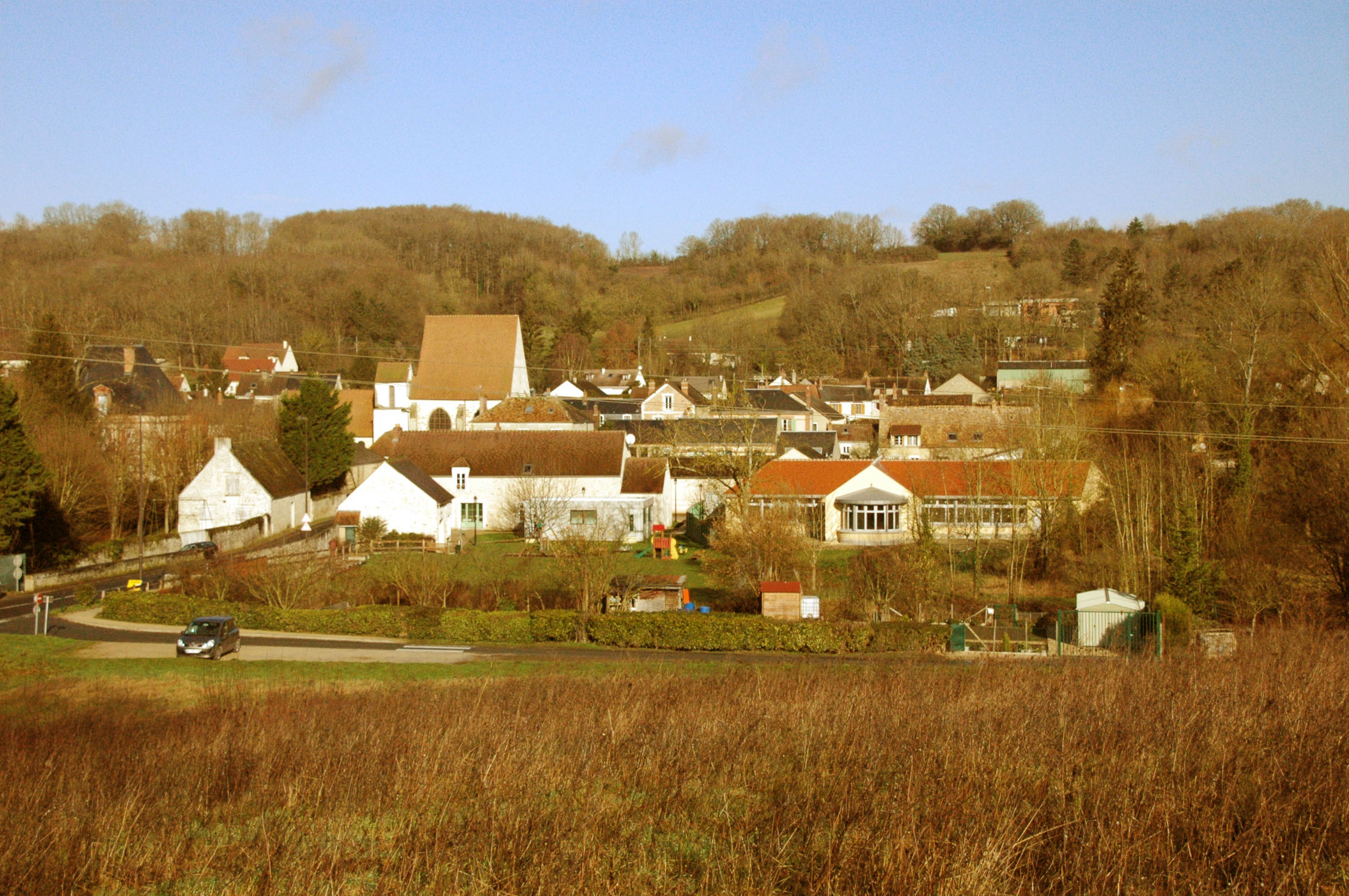
Vue de l'entrée sud du bourg. Roinville-sous-Dourdan. (Photo prise le 31 janvier 2015)

Rodani villa en 1079, Roenvilla après 1083, Rodonvilla en 1084, Rodenisvilla en 1119, Roonvilla vers 1128, Roynvilla en 1351.
L'origine du nom du lieu est peu connue. La commune fut créée en 1793 avec son nom actuel.

## Histoire
L’origine connue de Roinville remonte au Xe siècle. On retrouve les noms anciens de Rodenvilla ou Rodanivilla, signifiant le domaine de Roden ou de Rodani. Une présence d’artisanat est avérée dès le Xe siècle, un atelier de potier carolingien a été mis au jour au début des années 1980. L’église Saint-Denis est citée dans un acte daté entre 1081 et 1089, où Geofroi I’évêque de Chartres, concède l’autel de Roinville au prieur de Saint-Martin-des Champs.

## Politique et administration

### Rattachements administratifs et électoraux
Antérieurement à la loi du 10 juillet 1964, la commune faisait partie du département de Seine-et-Oise. La réorganisation de la région parisienne en 1964 fit que la commune appartient désormais au département de l'Essonne et à son arrondissement d'Étampes, après un transfert administratif effectif au 1er janvier 1968. Pour l'élection des députés, elle fait partie de la troisième circonscription de l'Essonne.
Elle faisait partie depuis 1801 du canton de Dourdan-Nord. Lors de la mise en place du département de l'Essonne, elle intègre en 1967 le canton de Dourdan. Dans le cadre du redécoupage cantonal de 2014 en France, ce canton, dont la commune est toujours membre, est modifié, passant de 11 à 28 communes.

### Intercommunalité
Roinville  est membre de la communauté de communes Le Dourdannais en Hurepoix, un établissement public de coopération intercommunale (EPCI) à fiscalité propre créé en 2005 et auquel la commune a transféré un certain nombre de ses compétences, dans les conditions déterminées par le code général des collectivités territoriales.

### Tendances et résultats politiques
Élections présidentielles
Résultats des deuxièmes tours :
- Élection présidentielle de 2002 : 81,57 % pour Jacques Chirac (RPR), 18,43 % pour Jean-Marie Le Pen (FN), 86,42 % de participation[20].
- Élection présidentielle de 2007 : 58,22 % pour Nicolas Sarkozy (UMP), 41,78 % pour Ségolène Royal (PS), 89,03 % de participation[21].
- Élection présidentielle de 2012 : 56,55 % pour Nicolas Sarkozy (UMP), 43,45 % pour François Hollande (PS), 87,66 % de participation[22].

Élections législatives
Résultats des deuxièmes tours :
- Élections législatives de 2002 : 58,69 % pour Geneviève Colot (UMP), 41,31 % pour Yves Tavernier (PS), 67,44 % de participation[23].
- Élections législatives de 2007 : 61,37 % pour Geneviève Colot (UMP), 38,63 % pour Brigitte Zins (PS), 60,63 % de participation[24].
- Élections législatives de 2012 : 51,00 % pour Geneviève Colot (UMP), 49,00 % pour Michel Pouzol (PS), 61,83 % de participation[25].

Élections européennes
Résultats des deux meilleurs scores :
- Élections européennes de 2004 : 26,93 % pour Harlem Désir (PS), 15,47 % pour Patrick Gaubert (UMP), 49,38 % de participation[26].
- Élections européennes de 2009 : 28,29 % pour Michel Barnier (UMP), 16,81 % pour Daniel Cohn-Bendit (Europe Écologie), 44,91 % de participation[27].

Élections régionales
Résultats des deux meilleurs scores :
- Élections régionales de 2004 : 44,63 % pour Jean-Paul Huchon (PS), 44,26 % pour Jean-François Copé (UMP), 75,97 % de participation[28].
- Élections régionales de 2010 : 51,09 % pour Jean-Paul Huchon (PS), 48,91 % pour Valérie Pécresse (UMP), 54,15 % de participation[29].

Élections cantonales et départementales
Résultats des deuxièmes tours :
- Élections cantonales de 2004 : 66,42 % pour Dominique Écharoux (UMP), 33,58 % pour Brigitte Zins (PS), 76,66 % de participation[30].
- Élections cantonales de 2011 : 68,75 % pour Dominique Écharoux (UMP), 31,25 % pour Maryvonne Boquet (PS), 53,63 % de participation[31].

Élections municipales
Résultats des deuxièmes tours :
- Élections municipales de 2001 : données manquantes.
- Élections municipales de 2008 : 360 voix pour Yannick Hamoignon (?), 349 voix pour Joëlle Coadic (?), 65,75 % de participation[32].

Référendums :
- Référendum de 2000 relatif au quinquennat présidentiel : 67,76 % pour le Oui, 32,24 % pour le Non, 37,99 % de participation[33].
- Référendum de 2005 relatif au traité établissant une Constitution pour l'Europe : 51,16 % pour le Non, 48,84 % pour le Oui, 78,66 % de participation[34].

### Liste des maires
| Période                                  | Période                         | Identité              | Étiquette    | Qualité |
| ---------------------------------------- | ------------------------------- | --------------------- | ------------ | --- |
| Les données manquantes sont à compléter. |                                 |                       |              | |
| mars 1971                                | mars 1989                       | Pierre Charron        |              | |
| mars 1989                                | mars 2014                       | M. Dominique Écharoux | RPR puis UMP | Directeur de société Conseiller général puis départemental de Dourdan (2004 → 2021) Vice-président du conseil départemental de l'Essonne (2015 → 2021) |
| mars 2014                                | juillet 2020                    | Yannick Hamoignon     | SE           | Président de la CC Le Dourdannais en Hurepoix (2017 → 2020)                                                                                            |
| juillet 2020                             | En cours (au 24 septembre 2020) | Guillaume Bellinelli  |              | Vice-président de la CC Le Dourdannais en Hurepoix (2020 → )                                                                                           |

### Jumelages
La commune de Roinville n'a développé aucune association de jumelage[Quand ?].

## Population et société

### Démographie

#### Évolution démographique
L'évolution du nombre d'habitants est connue à travers les recensements de la population effectués dans la commune depuis 1793. Pour les communes de moins de 10 000 habitants, une enquête de recensement portant sur toute la population est réalisée tous les cinq ans, les populations de référence des années intermédiaires étant quant à elles estimées par interpolation ou extrapolation. Pour la commune, le premier recensement exhaustif entrant dans le cadre du nouveau dispositif a été réalisé en 2005.

En 2022, la commune comptait 1 314 habitants, en évolution de −3,95 % par rapport à 2016 (Essonne : +2,89 %, France hors Mayotte : +2,11 %).
| 1793 | 1800 | 1806 | 1821 | 1831 | 1836 | 1841 | 1846 | 1851 |
| ---- | ---- | ---- | ---- | ---- | ---- | ---- | ---- | ---- |
| 454  | 633  | 610  | 574  | 607  | 607  | 587  | 592  | 615  |

| 1856 | 1861 | 1866 | 1872 | 1876 | 1881 | 1886 | 1891 | 1896 |
| ---- | ---- | ---- | ---- | ---- | ---- | ---- | ---- | ---- |
| 593  | 560  | 572  | 530  | 543  | 527  | 491  | 459  | 440  |

| 1901 | 1906 | 1911 | 1921 | 1926 | 1931 | 1936 | 1946 | 1954 |
| ---- | ---- | ---- | ---- | ---- | ---- | ---- | ---- | ---- |
| 467  | 483  | 486  | 380  | 410  | 424  | 333  | 341  | 322  |

| 1962 | 1968 | 1975 | 1982 | 1990 | 1999 | 2005  | 2006  | 2010  |
| ---- | ---- | ---- | ---- | ---- | ---- | ----- | ----- | ----- |
| 348  | 416  | 396  | 522  | 695  | 888  | 1 151 | 1 168 | 1 242 |

| 2015  | 2020  | 2022  | - | - | - | - | - | - |
| ----- | ----- | ----- | - | - | - | - | - | - |
| 1 363 | 1 313 | 1 314 | - | - | - | - | - | - |

#### Pyramide des âges
En 2018, le taux de personnes d'un âge inférieur à 30 ans s'élève à 32,9 %, soit en dessous de la moyenne départementale (39,9 %). À l'inverse, le taux de personnes d'âge supérieur à 60 ans est de 26,0 % la même année, alors qu'il est de 20,1 % au niveau départemental.
En 2018, la commune comptait 652 hommes pour 714 femmes, soit un taux de 52,27 % de femmes, légèrement supérieur au taux départemental (51,02 %).
Les pyramides des âges de la commune et du département s'établissent comme suit.
| Hommes | Classe d’âge | Femmes |
| ------ | ------------ | ------ |
| 0,5    | 90 ou +      | 5,1    |
| 6,9    | 75-89 ans    | 7,8    |
| 16,0   | 60-74 ans    | 15,5   |
| 23,5   | 45-59 ans    | 21,1   |
| 19,2   | 30-44 ans    | 18,6   |
| 15,7   | 15-29 ans    | 11,9   |
| 18,2   | 0-14 ans     | 20,0   |

| Hommes | Classe d’âge | Femmes |
| ------ | ------------ | ------ |
| 0,5    | 90 ou +      | 1,4    |
| 5,4    | 75-89 ans    | 7,2    |
| 12,9   | 60-74 ans    | 13,9   |
| 20     | 45-59 ans    | 19,4   |
| 19,9   | 30-44 ans    | 20,1   |
| 20     | 15-29 ans    | 18,2   |
| 21,3   | 0-14 ans     | 19,8   |

### Enseignement
Les élèves de Roinville sont rattachés à l'académie de Versailles.
En 2010, la commune dispose sur son territoire de l'école primaire Josquin des Prés.

### Santé
La commune dispose sur son territoire de l'établissement d'hébergement pour personnes âgées dépendantes les Jardins de Roinville[réf. nécessaire].

### Sports

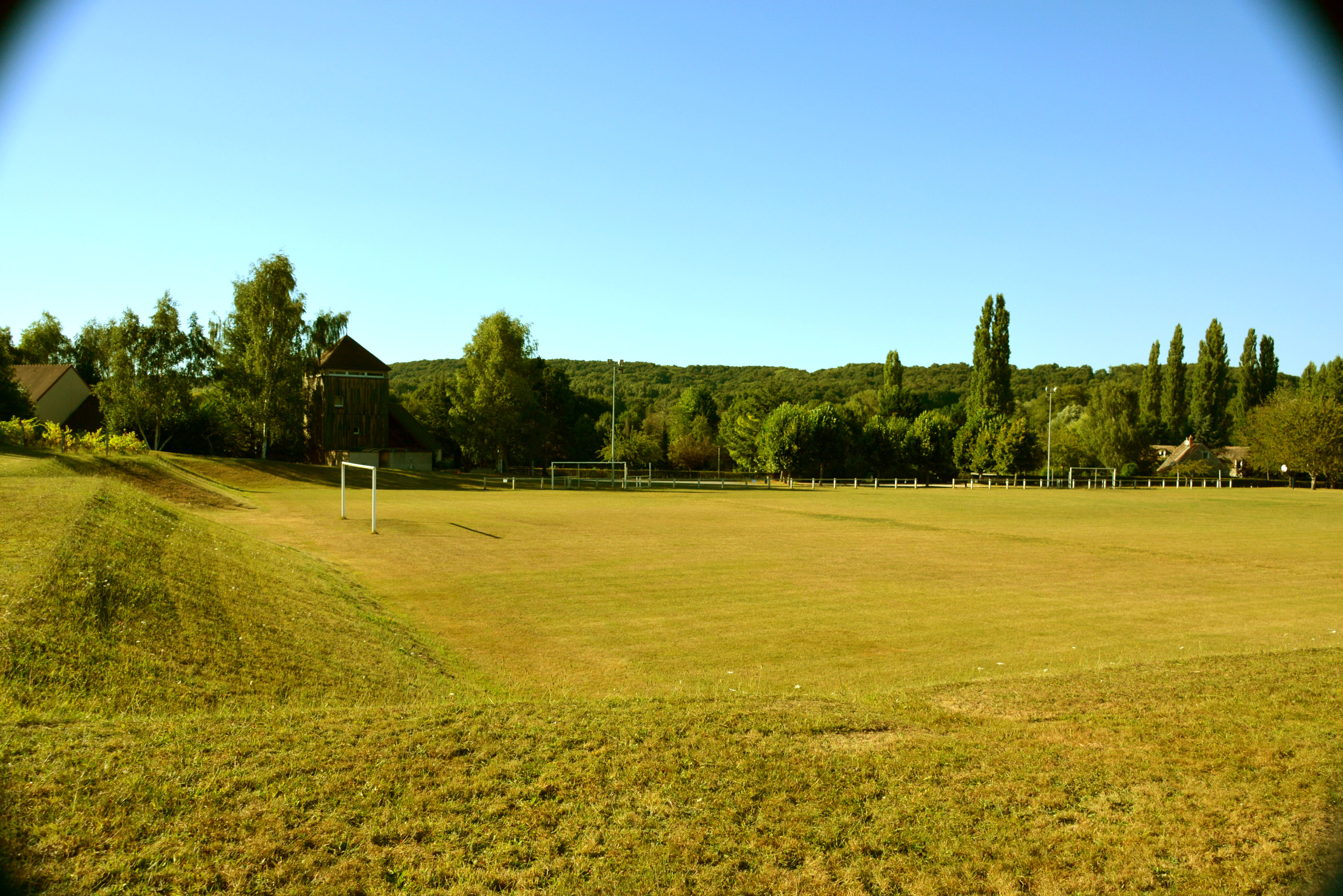
Plateau sportif (terrain de football) et Grange de Mallassis (au fond à droite) la salle communale, à Roinville-sous-Dourdan.(Photo prise le 22 août 2016)

### Lieux de culte
En 2009, la paroisse catholique de Roinville est rattachée au secteur pastoral de Dourdan et au diocèse d'Évry-Corbeil-Essonnes. Elle dispose de l'église Saint-Denis.

### Médias
L'hebdomadaire Le Républicain relate les informations locales. La commune est en outre dans le bassin d'émission des chaînes de télévision France 3 Paris Île-de-France Centre, IDF1 et Téléssonne intégré à Télif.

## Économie

### Emplois, revenus et niveau de vie
En 2006, le revenu fiscal médian par ménage était de 23 324 €, ce qui plaçait la commune au 841e rang parmi les 30 687 communes de plus de cinquante ménages que compte le pays et au soixante-treizième rang départemental.
| Répartition des emplois par catégories socioprofessionnelles en 2006. |              |                                           |                                                   |                            |                          |                           |
|                                                                       | Agriculteurs | Artisans, commerçants, chefs d’entreprise | Cadres et professions intellectuelles supérieures | Professions intermédiaires | Employés                 | Ouvriers                  |
| Roinville                                                             | -            | -                                         | -                                                 | -                          | -                        | -                         |
| Zone d'emploi de Dourdan                                              | 0,7 %        | 6,0 %                                     | 18,9 %                                            | 28,5 %                     | 26,3 %                   | 19,6 %                    |
| Moyenne nationale                                                     | 2,2 %        | 6,0 %                                     | 15,4 %                                            | 24,6 %                     | 28,7 %                   | 23,2 %                    |
| Répartition des emplois par secteurs d’activités en 2006.             |              |                                           |                                                   |                            |                          |                           |
|                                                                       | Agriculture  | Industrie                                 | Construction                                      | Commerce                   | Services aux entreprises | Services aux particuliers |
| Roinville                                                             | -            | -                                         | -                                                 | -                          | -                        | -                         |
| Zone d'emploi de Dourdan                                              | 1,7 %        | 10,4 %                                    | 7,5 %                                             | 11,8 %                     | 21,6 %                   | 6,9 %                     |
| Moyenne nationale                                                     | 3,5 %        | 15,2 %                                    | 6,4 %                                             | 13,3 %                     | 13,3 %                   | 7,6 %                     |
| Sources : Insee,                                                      |              |                                           |                                                   |                            |                          |                           |

## Culture locale et patrimoine

### Lieux et monuments
- Les berges de l'Orge, les bois qui les entourent et ceux situés au sud du territoire ont été recensés au titre des espaces naturels naturels sensibles par le conseil départemental de l'Essonne[51].
- La ferme de Chateaupers du XIVe siècle a été inscrite aux monuments historiques le 9 juin 1977[52].
- L'église Saint-Denis des XIe et XVe siècles a été classée aux monuments historiques le 21 décembre 1984[53].
- Le château de Roinville du XVIIe siècle a été inscrit aux monuments historiques le 20 février 1945[54].

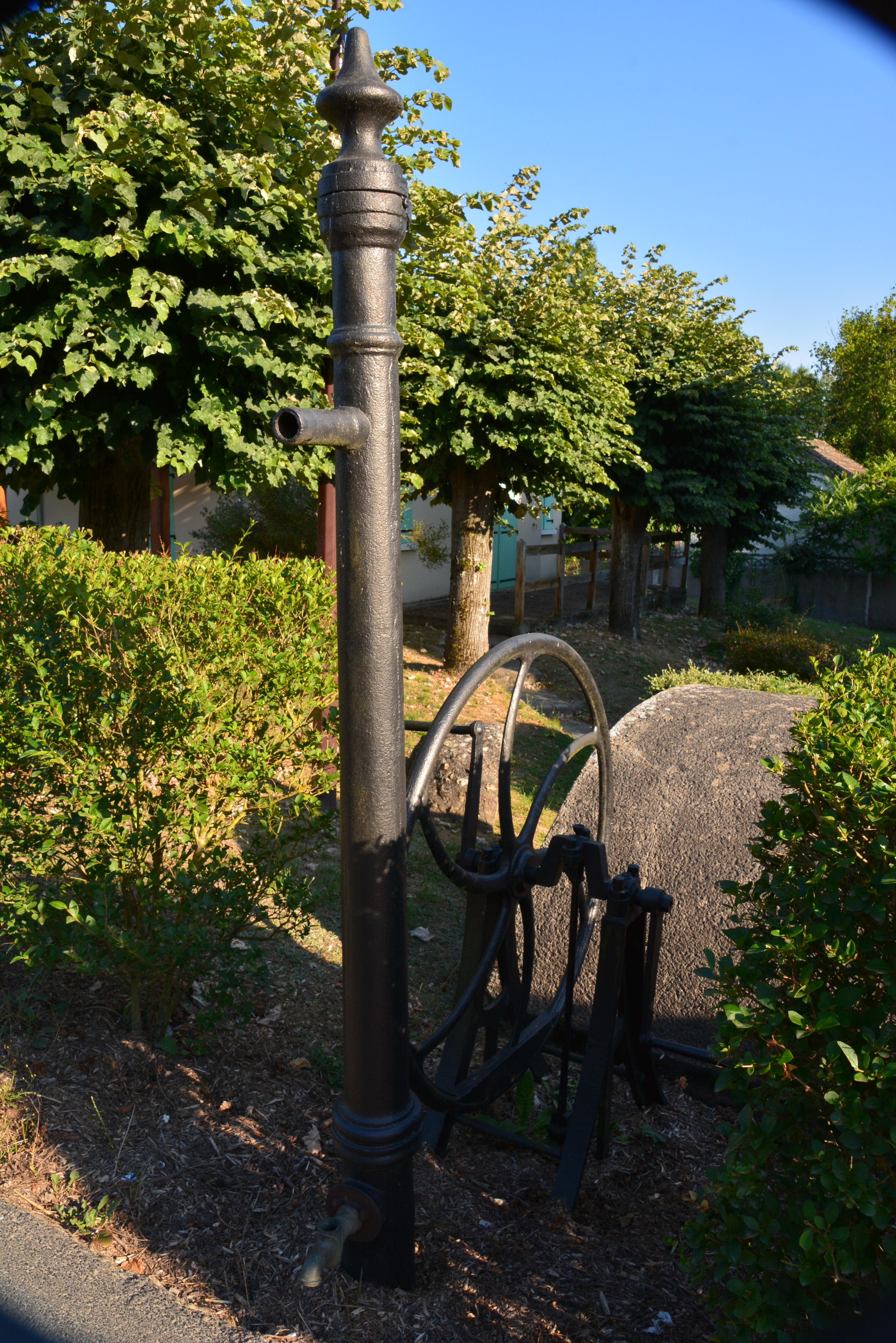
Ancienne pompe des pompiers à Roinville-sous-Dourdan en 2016.
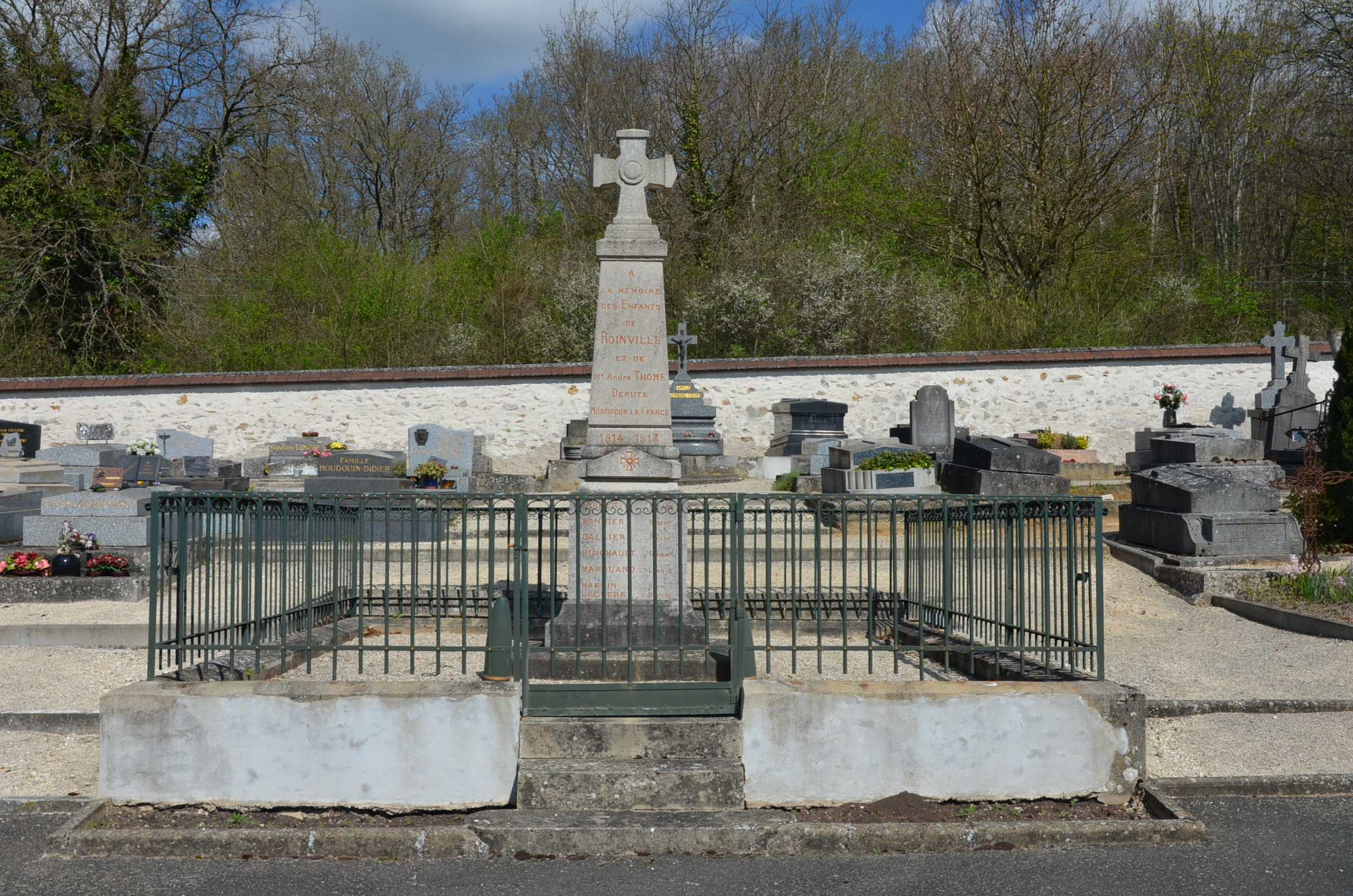
Monument aux morts, situé dans la cimetière de la commune de Roinville-sous-Dourdan en 2014.

### Personnalités liées à la commune
- Simone Valère, actrice de théâtre et cinéma, y est décédée en 2010.
- Micheline Dax, actrice de théâtre et cinéma, y est décédée en 2014

### Héraldique
| Blason de Roinville | Les armes de Roinville se blasonnent : D'azur à la barre de gueules, un vitrail d'église et deux clefs romaines d'or à dextre, trois épis de blés d'or à senestre et une grappe de raisin de gueules en pointe, au chef d'or brodé du nom Roinville de sable. L'erreur d'associer les couleurs gueules sur azur en font des armes à enquerre. |